# Notícias do Dia
O Notícias do Dia é um jornal impresso brasileiro em formato tabloide com circulação no estado de Santa Catarina.
Conta com uma edição diária que circula na região da Grande Florianópolis, abordando assuntos das áreas de política, economia, lazer, cultura, esporte, cidade, região, estado, país, internacional, entre outras.
A primeira edição do jornal Notícias do Dia foi publicada em 13 de março de 2006, na Grande Florianópolis.
A chegada do jornal na internet aconteceu em 16 de dezembro de 2010, quando a primeira versão do ND Mais foi apresentada para o público.
Em 2016, o jornal comemorou 10 anos ganhando o prêmio Top de Marketing e Vendas 2016 da ADVB/SC (Associação dos Dirigentes de Vendas e Marketing de Santa Catarina) pela sua qualidade e evolução, na categoria Serviços.

## Colunas fixas
- Bom Dia (Variedades/Geral por Fábio Gadotti)
- Paulo Alceu (Política por Paulo Alceu)
- Charge (Ilustração por Ricardo Manhães)
- Fábio Machado (Esporte por Fábio Machado)
- Luiz Carlos Prates (por Luiz Carlos Prates)